# Asociación Española para el Estudio del Cuaternario

Logo Spanish Society for Quaternary Research - AEQUA

La Asociación Española para el Estudio del Cuaternario o AEQUA, conocida internacionalmente como Spanish Society for Quaternary Research es una sociedad científica multidisciplinar que integra geólogos, geomorfólogos, paleontólogos, arqueólogos, antropólogos, geógrafos, edafólogos, biólogos y otros científicos de las ciencias de la tierra y de la vida, interesados en la evolución climática, paleogeográfica, tectónica, faunística y humana del territorio español durante el Periodo Cuaternario (2,558 últimos millones de años). En la actualidad cuenta con alrededor de 300 asociados, en su mayoría investigadores españoles, pero también de otros países europeos e ibero-americanos.

## Actividades y colaboraciones científicas
AEQUA organiza reuniones científicas bianualmente. En las «Reuniones Nacionales de Cuaternario», celebradas cada cuatro años, actúa como único patrocinador científico. La última celebrada fue en julio de 2011 en Andorra. Junto con el Grupo de Trabajo Portugués del Cuaternario (GTPEQ), celebra congresos conjuntos denominados «Reuniones de Cuaternario Ibérico» cada otros cuatro años. La última celebrada fue en la Universidad do Algarve (Faro, Portugal) en octubre de 2009. La próxima tendrá lugar en La Rinconada (Sevilla) en octubre de 2013.
AEQUA posee una estrecha relación con la Sociedad Española de Geomorfología (SEG) con la que comparte más de la mitad de sus asociados, edita conjuntamente la revista Cuaternario y Geomorfología, y ofrece cada dos años el Premio María Jesús Ibáñez al mejor trabajo de investigación o tesis doctoral sobre el Cuaternario y/o geomorfología en la península ibérica.
Mantiene diferentes grupos de trabajo, tanto de carácter regional como de carácter temático. En la actualidad los grupos en activo son el Grupo Andaluz de Cuaternario (GAC-AEQUA); Grupo Valenciano de Cuaternario (GVQ-AEQUA); Grupo de Cuaternario Madrileño (GQM-AEQUA) y Grupo de Tectónica Cuaternaria y Paleosismología (QTECT-AEQUA). Estos grupos desarrollan actividades anuales como reuniones de campo, conferencias, mesas redondas y participan en actividades científicas y divulgativas diversas.

## Historia y miembros de AEQUA
En el año 1972 se fundó el Grupo Español de Trabajo del Cuaternario, GETQ, cuyo objetivo era el "estudio de la evolución de la tierra durante los dos últimos millones de años atendiendo los sistemas geológicos y biológicos incluyendo la evolución humana y de la industria lítica asociada. En 1985 el GETQ se reestructuró y pasó a denominarse Asociación Española para el Estudio del Cuaternario, AEQUA, que asumió íntegramente los objetivos del GETQ. Desde el año 1986 AEQUA asumió también la representación española en INQUA International Union for Quaternary Research. Los Estatutos de la Asociación y la información básica para asociarse en AEQUA pueden consultarse en su página web.

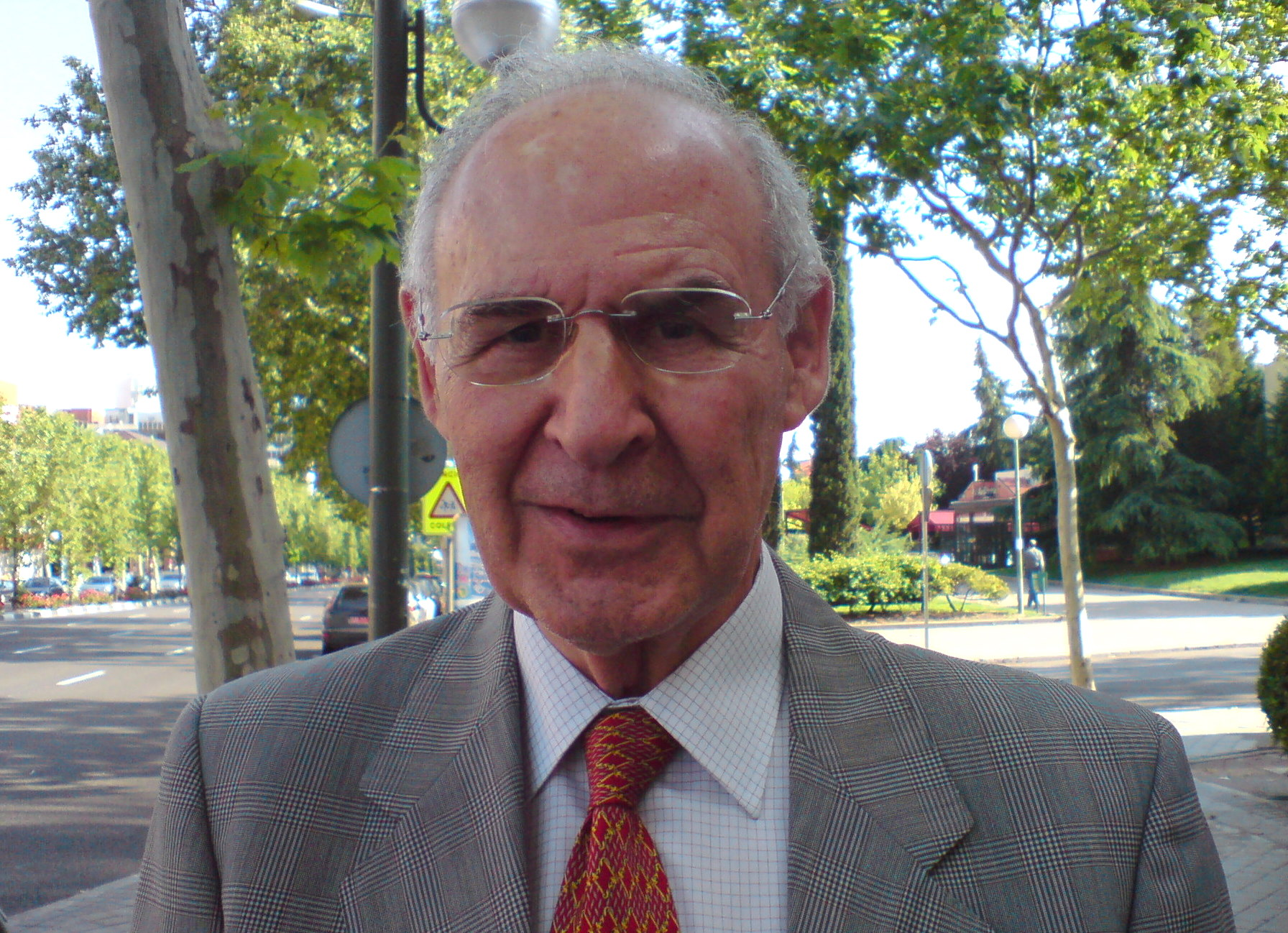
Emiliano Aguirre Enríquez (junio de 2007)

AEQUA concede menciones especiales a miembros distinguidos de la comunidad cuaternarista española, denominados Arqueros de Oro. Estas menciones honoríficas se instauraron en el año 2009. El primer Arquero de Oro fue concedido al Dr. D. Emiliano Aguirre, promotor del Estudio del Cuaternario en España y de la Asociación que le concede esta distinción. El Premio fue entregado en un Acto-Homenaje celebrado en la Fundación Dinópolis en Teruel el 7 de noviembre de 2009. En el año 2011 se entregaron dos nuevos arqueros de Oro a la Dra. Cari Zazo Cardeña (MNCN, CSIC, Madrid) y al Dr. Alfredo Pérez-González (CENIEH, Burgos).
Diferentes cuaternaristas españoles han estado al frente de la dirección de Aequa desde el año 1972. Entre los más representativos, Dr. Emiliano Aguirre (MNCN, CSIC, Madrid), Alfredo Pérez-González (CENIEH, Burgos), David Serrat i Congost (UB, Barcelona), Joaquín Rodríguez-Vidal (UHU, Huelva), Fernando Díaz del Olmo (US, Sevilla) y Teresa Bardají Azcarate (UAH, Madrid). Desde el año 2009 la dirección de AEQUA recae en Pablo G. Silva Barroso (USAL, Salamanca).

## El Cuaternario
El Periodo Cuaternario es la última subdivisión de la escala de tiempo geológica que cubre aproximadamente los 2,6 últimos millones de años (Ma). Su estatus y duración dentro de la escala cronoestratigráfica global ha estado en debate recientemente. En junio de 2009, la International Union of Geological Sciences (IUGS) ratificó las propuestas de INQUA y de la Subcomisión de Estratigrafía del Cuaternario de la Comisión Internacional de Estratigrafía. Tras el debate la base del Cuaternario queda fijada en 2,558 Ma dentro del estadio isotópico marino MIS 103 y coincidente con la inversión paleomagnética Gauss-Matuyama, que define el tránsito entre los antiguos pisos del Plioceno Piazenciense y Gelasiense. Actualmente el piso Gelasiense, que anteriormente se consideraba como el piso más alto dentro del Plioceno, queda incluido dentro del Periodo Cuaternario y junto con el Calabriense conforman el Pleistoceno inferior.
El Periodo Cuaternario se encuentra subdividido en dos épocas, o series estratigráficas, el Pleistoceno y el Holoceno. Este último representa los últimos 11.700 años y corresponde al presente periodo interglaciar. El límite Pleistoceno-Holoceno se ha definido a los 1429,45 metros de profundidad dentro del testigo de sondeo en hielo NorthGRIP (NGRIP) realizado en el año 2003 en la zona central del casquete polar de Groenlandia a 75,10º N de latitud y 42,32ºW de longitud, actualmente conservado en la Universidad de Copenhague. El mencionado nivel corresponde a la evidencia más profunda (y antigua) en el sondeo, de calentamiento climático rápido asociado al final del Younger Dryas o Fase Fría “Greenland Stadial 1”. Este evento climático se encuentra claramente evidenciado en unas variaciones muy rápidas de los valores de δ18O, concentración de polvo, diferentes elementos químicos y espesor de las láminas anuales de hielo. Una escala temporal basada en el contaje multiparamétrico de láminas de hielo anuales, calibrada por diferentes niveles de tefra, arroja una edad de 11.700 años b2k (before AD 2000) para la base del Holoceno.
La subdivisión del Pleistoceno se establece clásicamente en tres pisos Pleistoceno inferior (2,558 – 0,781 Ma BP), Pleistoceno medio (781 – 126 ka BP) y Pleistoceno superior (126 – 11,2 ka BP). El Pleistoceno inferior se encuentra subdividido en dos pisos, el Gelasiense y el Calabriense cuyo límite se establece en 1,806 Ma BP en la Sección Tipo de Vrica (Italia), coincidiendo con la antigua base del Cuaternario vigente hasta el año 2009. Los límites Pleistoceno inferior-medio y Pleistoceno medio-superior, así como la definición y denominación de sus pisos se encuentra actualmente en proceso de debate dentro de la Comisión Internacional de Estratigrafía de la IUGS. No obstante el límite Pleistoceno inferior - medio se sitúa convencionalmente en la Inversión paleomagnética Brunhes-Matuyama en 0,781 Ma BP.
El Periodo Cuaternario se encuentra caracterizado por la alternancia de periodos glaciares e interglaciares condicionados fundamentalmente por la variación de los parámetros astronómicos de excentricidad de la órbita terrestre (1 ciclo cada 100.000 años) e inclinación (22,1 a 24,5º; 1 ciclo cada 41.000 años), y precesión (2.4º; 1 ciclo cada 21.000 años) del eje de rotación terrestre (Ciclos de Milankovich). La alternancia de periodos fríos y periodos cálidos indujo la generación de importantes casquetes glaciares, de hasta más de 3 km de espesor, que cubrieron gran parte de Norteamérica y Europa en el Hemisferio Norte e importantes bajadas del nivel del mar, ya que el agua se acumulaba en forma de hielo en los casquetes glaciares y no retornaba a los océanos. Por el contrario durante los periodos cálidos interglaciar el deshielo de los casquetes glaciares permitía el rápido retorno del agua a las cuencas oceánicas produciendo espectaculares subidas del nivel del mar con la consecuente inundación de las zonas litorales. Los datos actuales indican que mientras las bajadas del nivel del mar se producían de forma progresiva durante decenas de miles de años en los periodos fríos, las subidas del nivel del mar se produjeron de forma rápida en pocos miles de años durante los periodos cálidos. Durante el máximo de la última Glaciación Würm, hace unos 18.000 años BP, el nivel del mar descendió hasta un máximo de -120 m. La deglaciación, patente desde 15.000 años BP, completó la subida del nivel del mar hasta una cota similar a la actual en poco más de 5.000 años (10.000 años BP, al comienzo del Holoceno)

## Evolución humana e industria lítica
Durante el Periodo Cuaternario tiene lugar la aparición del primer representante conocido del Género Homo (Homo habilis) en África Oriental hace aproximadamente 2,5-2,4 Ma BP. Aunque no está claramente establecido la mayor parte de los investigadores proponen que Homo habilis evolucionó de alguna de las especies de Australopithecus gráciles que habitaron África durante el Plioceno y Pleistoceno inferior entre 4,0-1,1 Ma BP. Estos homínidos son los primeros que se tiene constancia que se desplazaban de manera bípeda, y quizá utilizaron utensilios, aunque su capacidad craneal (400 y 550 cm³) era similar a la de los grandes simios actuales.

La importante deteriorización climática que acompaña el inicio del Periodo Cuaternario dio lugar a importantes cambios ecológicos en el Este de África que condujo a una progresiva desertificación de la sabana con la consiguiente expansión de los ecosistemas abiertos, esteparios a partir de 2,8-2,5 Ma BP. Como resultado de estos cambios en los ecosistemas de sabana se produjo una diversificación de las especies de homínidos que las habitaban. Algunos australopitecinos se especializaron en la explotación de productos vegetales duros y de escaso valor nutritivo, desarrollando grandes mandíbulas (Paranthropus; 2,6-1,1 Ma BP), mientras que otros variaron progresivamente en su dieta incluyendo elementos carnívoros dando lugar a los primeros Homo. Como consecuencia durante el Pleistoceno inferior co-habitaron en África Oriental diversas especies de hominidos que compitieron evolutivamente hablando para ocupar los nuevos ecosistemas creados por el cambio climático cuaternario.
El Homo habilis vivió durante el Pleistoceno inferior entre aproximadamente 2,5 a 1,44 Ma BP. Su tamaño y aspecto, al igual que el de los australopitecinos, no era muy diferente al de los grandes chimpancés actuales, aunque su volumen craneal (600-700 cm³) era algo superior al de sus antecesores. Su dieta era omnívora y probablemente era capaz de la fabricación de industria lítica primitiva aunque nunca se han hallado instrumentos líticos asociados directamente a restos fósiles de esta especie. Las primeras herramientas eran simples y toscas y se encuadran en la industria lítica conocida como Olduvayense (Modo 1; Paleolítico Inferior). Las más antiguas proceden de la región de Afar (Etiopía) y su antigüedad se estima en unos 2,6 millones de años, mientras que los restos fósiles de Homo habilis proceden casi completamente de los yacimientos de Olduvai (Tanzania) y Koobi Fora (Kenia), donde la familia Leakey describió estos restos fósiles por vez primera en la década de 1960.
Hace aproximadamente 1,8 Ma BP el deterioro climático se acentúa y su impacto en África conlleva un cambio aún más drástico en las condiciones ecológicas con el dominio de amplias extensiones de zonas esteparias de tipo sabana y la casi completa desaparición de zonas boscosas. Esté cambio lleva aparejado la aparición de homínidos anatómicamente modernos el Homo ergaster. Este habitó en África hasta hace 300.000 años BP, tenía una talla y proporciones anatómicas similares a las de los humanos actuales y su capacidad craneal alcanzó dimensiones notablemente mayores (850-880 cm³). Fue el primer homínido que abandonó África dispersándose por Oriente Medio, Asia y Europa, donde evolucionó dando lugar a las poblaciones tempranas de Homo erectus (Asia y África), y Homo antecessor (África y Europa), y algo más tardías de Homo rhodesiensis (África) y Homo heidelbergensis (Europa) a partir de hace aproximadamente 600.000 años BP ya durante el Pleistoceno Medio. Los Homo ergaster que permanecieron en África desarrollaron la industria lítica Achelense conocida por la producción de bifaces (Modo 2; Paleolítico Inferior), cuya materiales más antiguos datan entre 1,6-1,7 Ma BP en África Oriental. Por el contrario, las poblaciones más tempranas de Homo erectus y Homo antecessor todavía continuaban utilizando el primitivo Modo 1 (Olduvayense), por lo que se supone que salieron del continente africano antes de producirse este transcendental salto tecnológico, que si alcanzó a las poblaciones ya más tardías de Homo erectus, Homo rhodesiensis y Homo heidelbergensis. El debate sobre la filogenia de todas estas especies de homínidos es un tema abierto sugiriéndose diferentes alternativas. Algunos autores sugieren que todas estas especies se pueden reducir a una única especie de carácter politípico (Homo erectus), amplia dispersión geográfica y compuesta por diferentes subespecies genéticamente interrelacionadas (véase: evolución humana).

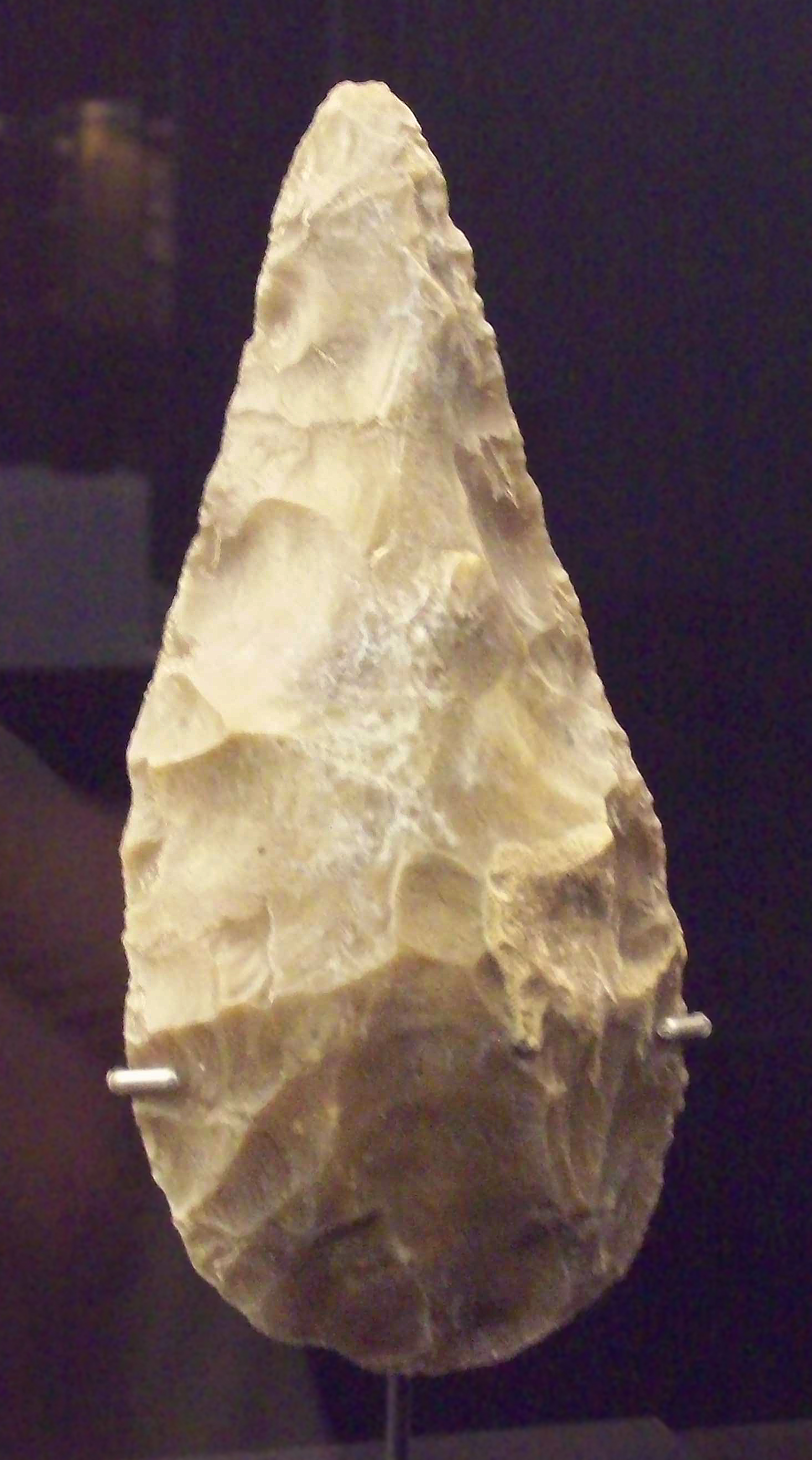
Bifaz achelense del Yacimiento Paleolítico de San Isidro, Madrid (España).

El Homo erectus habitó en Asia (Oriente Medio, China, Java e Indonesia) hasta hace unos 300.000 años BP. El Homo heidelbergensis, cuyas primeras poblaciones aparecen hace unos 600.000 años BP, habitó en el Norte de África y Europa hasta hace unos 250 – 230.000 años BP, desarrollando una capacidad craneal muy importante (1.100 - 1.400 cm³). En el continente europeo esta especie se adaptó a las condiciones climáticas frías. Sus poblaciones se estructuraban en grupos cazadores-recolectores y conocían el fuego, constituyendo los fósiles humanos típicos del Pleistoceno medio europeo. Existen numerosos yacimientos fósiles de esta especie en Alemania, Inglaterra y España, donde la Sierra de Atapuerca alberga el yacimiento fósil más emblemático de esta especie (la Sima de los Huesos). En Europa esta especie evolucionó adaptándose a condiciones climáticas frías más extremas dando lugar al Homo neanderthalensis hace unos 230.000 años BP, de complexión más robusta y con una capacidad craneal de hasta 1.500 - 1.700 cm³. Esta especie vivió el Último Periodo Glaciar / Última Glaciación (Würm) refugiándose progresivamente en la zona meridional del continente y en última instancia en la península ibérica, donde se extinguieron hace unos 28 - 27.000 años BP. Los Neanderthales dieron lugar a la industria lítica Musteriense (Modo 3; Paleolítico Medio), caracterizada por la talla levallois y la producción de artefactos líticos de menor formato y más versátiles que los del Achelense.
En África, los datos actuales sugieren que las poblaciones tardías de Homo rhodesiensis (< 300.000 años BP) dieron lugar a las primeras poblaciones de Homo Sapiens en torno a los 250.000 años BP. Estos presentaban ya un aspecto muy similar al de los humanos modernos, con una capacidad craneal de entre 1.200 - 1.850 cm³. Fabricaron la industria lítica más sofisticada del Paleolítico Superior (Modo 4), que utilizaban cuarcita, sílex, obsidiana, hueso y madera para fabricar multitud de herramientas versátiles y sofisticadas (arpones, anzuelos, etc.) así como elementos de adorno corporal (collares, pulseras, etc.). Migraciones sucesivas de Homo Sapiens se extendieron por todos los continentes, excepto el antártico, aprovechando los diferentes puentes terrestres que se crearon como consecuencia de la bajada del nivel del mar que acompañó a la Última Glaciación (Würm)durante los estados finales del Pleistoceno Superior. Reemplazaron a las poblaciones de neandertales en Europa y de Homo Erectus en Asia. Las poblaciones de Homo Sapiens penetraron en Europa hace unos 60.000 años BP, donde un lapso de tiempo de algo más de 30.000 años convivieron con las poblaciones de Homo neanderthalensis. Más tardíamente, su propia evolución tecnológica permitió a los sapiens poblar las islas del pacífico y atravesar el Estrecho de Bering para extenderse por el continente americano.
La especie Homo Sapiens es la responsable de la introducción del arte rupestre durante el Paleolítico superior, uno de cuyos máximos exponentes se encuentra en la Cueva de Altamira (Norte de España) que data de hace unos 35.000 años BP. La evolución tecnológica se produce de forma muy rápida durante el Paleolítico superior, dando lugar a sucesivos estados culturales o culturas, como el Châtelperroniense (36.000-30.000 a. C.); Auriñaciense (38.000-28.000 a. C.); Gravetiense (28 000-20 000 a. C.); Solutrense (20.000-15.000 a. C.) y Magdaleniense (15.000-8.000 a. C.) en el territorio europeo y a la denominada Cultura Clovis (9.050–8800 a. C.) en Norte y Centroamérica. (véase: Paleolítico Superior)
El final del Paleolítico Superior en Europa, coincide prácticamente con el inicio del Holoceno hace unos 10.000 años BP (8.000 a. C.). Las nuevas condiciones climáticas (más cálidas) culminaron la deglaciación y conllevó una progresiva subida del nivel del mar que se iría amortiguando progresivamente, permitieron el inicio del Neolítico. Este nuevo periodo cultural se caracteriza por la aparición de la ganadería, la agricultura y la cerámica y permite el tránsito de sociedades de cazadores-recolectores a sociedades de productores con asentamientos más o menos permanentes. Las primeras manifestaciones del Neolítico aparecen sobre el 7.500 a. C. en Kurdistán y Oriente Medio. Posteriormente el desarrollo de la Metalurgia, hacia el 6.500 a. C. (en Anatolia), permite el nacimiento de las primeras grandes civilizaciones durante los estados culturales del Calcolítico o Edad de Cobre, Edad de Bronce y Edad de Hierro que se suceden hasta la aparición del Imperio Romano. 
.